# Колтеу
Колтеу (рум. Coltău) — село у повіті Марамуреш в Румунії. Адміністративний центр комуни Колтеу.
Село розташоване на відстані 403 км на північний захід від Бухареста, 8 км на південний захід від Бая-Маре, 91 км на північ від Клуж-Напоки.

## Населення
За даними перепису населення 2002 року у селі проживали 1859 осіб.
Національний склад населення села:
| Національність | Кількість осіб | Відсоток |
| -------------- | -------------- | -------- |
| угорці         | 1168           | 62,8%    |
| цигани         | 649            | 34,9%    |
| румуни         | 42             | 2,3%     |

Рідною мовою назвали:
| Мова      | Кількість осіб | Відсоток |
| --------- | -------------- | -------- |
| угорська  | 1167           | 62,8%    |
| циганська | 611            | 32,9%    |
| румунська | 81             | 4,4%     |